# Okręg wyborczy West Ham North
Okręg wyborczy West Ham North powstał w 1885 r. i wysyłał do brytyjskiej Izby Gmin jednego deputowanego. Okręg został zlikwidowany w 1918 r., ale przywrócono go ponownie w 1950 r. Obejmował on północną część County Borough of West Ham. Został ostatecznie zlikwidowany w 1974 r.

## Deputowani do brytyjskiej Izby Gmin z okręgu West Ham North

### Deputowani w latach 1885–1918
- 1885–1886: Edward Rider Cook
- 1886–1892: James Forrest Fulton
- 1892–1895: Thomas Newcomen Archibald Grove
- 1895–1906: Ernest Gray
- 1906–1911: Charles Masterman, Partia Liberalna
- 1911–1918: Maurice Arnold de Forest, Partia Liberalna

### Deputowani w latach 1950–1974
- 1950–1974: Arthur William John Lewis, Partia Pracy